# Luigi Spazzapan
Luigi Spazzapan (* 18. April 1889 in Gradisca d’Isonzo (Friaul), Österreich-Ungarn; † 18. Februar 1958 in Turin, Italien) war ein italienischer Maler und Bildhauer. Er gehört zu den bedeutenden Vertretern der Abstrakten Kunst nach dem Zweiten Weltkrieg.

## Leben
Ursprünglich gehörte Spazzapan zur künstlerischen Bewegung der Futuristen. Er entwickelte seine Kunst hin zur Abstrakten Malerei. Spazzapan war als Maler und Bildhauer tätig. Seit 1928 lebte und arbeitete er in Turin, wo er 1958 starb. Ein Jahr später wurden drei seiner Werke posthum auf der documenta II in Kassel gezeigt.